# Division 2 1934/35
Die Division 2 1934/35 war die zweite Austragung der zweithöchsten französischen Fußballliga, die offiziell auch unter dem Namen Championnat de Division 2 firmierte. Zweitligameister wurde der CS Metz.
Die Spiele fanden zwischen dem 26. August 1934 und dem 2. Juni 1935 statt. Eine Winterpause gab es nicht; es wurden auch am ersten Weihnachts- und am Neujahrstag Punktspiele ausgetragen.

## Vereine
Teilnahmeberechtigt waren die elf Vereine, die nach der vorangegangenen Spielzeit weder in die erste Division aufgestiegen waren noch ihren Profistatus aufgegeben hatten. Die beiden Klubs aus Bordeaux, CD Español und SC de la Bastidienne, hatten miteinander fusioniert, so dass in diesem Sommer 1934 faktisch nur zehn „Zweitdivisionäre der ersten Stunde“ an den Start gingen. Dazu kamen ein Erstligaabsteiger sowie drei Neulinge, die erstmals eine Lizenz erhalten hatten. Die zweite Liga wurde, anders als in ihren Premierensaison, diesmal in einer einzigen Staffel ausgetragen.
Somit waren in dieser Saison folgende 14 Mannschaften vertreten:
- sechs Klubs aus dem äußerste Norden (Racing Roubaix, US Tourcoing, Neuling Racing Lens, US Valenciennes-Anzin, Racing Calais, AC Amiens),
- einer aus der Hauptstadt (Absteiger CA Paris),
- einer aus dem Nordosten (der zu dieser Saison umbenannte CS Metz),
- drei aus dem Nordwesten (Le Havre AC, FC Rouen, Neuling SM Caen),
- zwei Klubs aus dem Lyonnais (AS Saint-Étienne, Neuling AS Villeurbanne),
- einer aus dem Südwesten (der aus einer Fusion entstandene FC Hispano-Bastidienne Bordeaux).

Aus dem Mittelmeerraum hingegen spielte 1934/35 keine Mannschaft in der Division 2, weil der neben CA Paris zweite Absteiger OGC Nizza direkt ins Amateurlager zurückgekehrt war.
Einen direkten Auf- und Abstieg in Abhängigkeit vom sportlich erzielten Ergebnis gab es lediglich zwischen erster und zweiter Profi-Division. Hingegen konnte ein Zweitdivisionär nur dann absteigen, wenn er seine Lizenz abgab oder sie ihm entzogen wurde, und ebenso konnten bisherige Amateurmannschaften aus der Division d’Honneur nur dann zur folgenden Saison in die Division 2 aufsteigen, wenn sie vom Verband die Genehmigung erhielten, professionellen Status anzunehmen.

## Saisonverlauf
Jede Mannschaft trug gegen jeden Gruppengegner ein Hin- und ein Rückspiel aus, einmal vor eigenem Publikum und einmal auswärts. Es galt die Zwei-Punkte-Regel; bei Punktgleichheit gab das Torverhältnis den Ausschlag für die Platzierung. Gab es auch dabei Gleichstand – wie in dieser Saison zwischen Tourcoing und Saint-Étienne –, entschied das Gesamtergebnis der beiden direkten Begegnungen zwischen diesen Kontrahenten. In Frankreich wird bei der Angabe des Punktverhältnisses ausschließlich die Zahl der Pluspunkte angegeben; hier geschieht dies in der in Deutschland zu Zeiten der 2-Punkte-Regel üblichen Notation.
Der Kampf um den Aufstieg war lange offen. Rouen und insbesondere Neuling Lens standen noch bis Ende April wiederholt auf dem ersten Platz – dazu bis zum Jahreswechsel auch noch Calais –, ehe Metz mit seinem extrem guten Torverhältnis die Spitze endgültig übernahm. Auch Valenciennes, und Roubaix blieben in der Endphase in Reichweite der Aufstiegsränge. Den zweiten Platz belegte schließlich Valenciennes, das vor eigenem Publikum unbesiegt blieb und dort lediglich zwei Remis konzedieren musste. Spiegelbildlich dazu holte Schlusslicht Bordeaux auswärts lediglich ein Unentschieden und kassierte insgesamt 98 Gegentreffer, stand von Anfang an auf Platz 14 und war, wie etwas später auch Villeurbanne, frühzeitig abgeschlagen. Die Torjägerkrone sicherte sich, wie schon 1933/34, wiederum Jean Nicolas von den „Roten Teufeln“ aus Rouen; allerdings hatte er es in dieser Spielzeit nur auf 30 Treffer und damit auf 24 weniger als im Vorjahr gebracht.
Tourcoing und Bordeaux gaben nach Saisonende ihre Profilizenz zurück. Zur folgenden Saison neu dazu kamen die Absteiger aus der Division 1, SO Montpellier und SC Nîmes, sowie sieben Klubs, denen erstmals oder erneut eine Lizenz zugeteilt wurde: US Boulogne, FCO Charleville, Olympique Dunkerque, FC Nancy, OGC Nizza, Stade Reims und AS Troyes-Savinienne.

## Abschlusstabelle
| Pl. | Verein                              | Sp. | S  | U | N  | Tore    | Quote | Punkte |
| --- | ----------------------------------- | --- | -- | - | -- | ------- | ----- | ------ |
| 1.  | CS Metz                             | 26  | 18 | 5 | 3  | 078:220 | 3,55  | 41:11  |
| 2.  | US Valenciennes-Anzin               | 26  | 17 | 3 | 6  | 071:440 | 1,61  | 37:15  |
| 3.  | FC Rouen                            | 26  | 16 | 2 | 8  | 080:460 | 1,74  | 34:18  |
| 4.  | Racing Roubaix                      | 26  | 14 | 5 | 7  | 063:450 | 1,40  | 33:19  |
| 5.  | Racing Lens (N)                     | 26  | 12 | 8 | 6  | 070:490 | 1,43  | 32:20  |
| 6.  | Racing Calais                       | 26  | 12 | 7 | 7  | 079:620 | 1,27  | 31:21  |
| 7.  | CA Paris (A)                        | 26  | 9  | 6 | 11 | 052:630 | 0,83  | 24:28  |
| 8.  | US Tourcoing                        | 26  | 10 | 3 | 13 | 046:590 | 0,78  | 23:29  |
| 9.  | AS Saint-Étienne                    | 26  | 10 | 3 | 13 | 046:590 | 0,78  | 23:29  |
| 10. | Le Havre AC                         | 26  | 8  | 6 | 12 | 056:720 | 0,78  | 22:30  |
| 11. | SM Caen (N)                         | 26  | 9  | 3 | 14 | 061:570 | 1,07  | 21:31  |
| 12. | AC Amiens                           | 26  | 8  | 3 | 15 | 050:760 | 0,66  | 19:33  |
| 13. | AS Villeurbanne (N)                 | 26  | 5  | 4 | 17 | 045:850 | 0,53  | 14:38  |
| 14. | FC Hispano-Bastidienne Bordeaux (N) | 26  | 3  | 4 | 19 | 040:980 | 0,41  | 10:42  |

Platzierungskriterien: 1. Punkte – 2. Torquotient – 3. Direkter Vergleich
| (A) | Absteiger aus der Division 1 1933/34 |
| (N) | Neuaufsteiger                        |

## Kreuztabelle
| 1934/35                      | AC Ami | AS StÉ | AS Vill | CA Par | CS Met | H-B Bor | FC Ron | AC LeH | RC Cal | RC Len | RC Rbx | SM Cae | US Tou | US Val |
| AC Amiens                    |        | 3:0    | 3:2     | 1:3    | 1:4    | 3:0     | 3:1    | 3:1    | 2:5    | 5:6    | 2:3    | 1:2    | 4:0    | 0:4    |
| AS Saint-Étienne             | 3:0    |        | 4:0     | 3:2    | 2:2    | 2:1     | 2:4    | 3:4    | 2:3    | 3:3    | 1:0    | 2:1    | 2:0    | 0:1    |
| AS Villeurbanne              | 2:1    | 1:2    |         | 2:3    | 0:1    | 4:4     | 2:5    | 0:3    | 2:3    | 5:4    | 1:0    | 5:4    | 2:4    | 2:3    |
| CA Paris                     | 3:3    | 3:1    | 4:2     |        | 0:3    | 5:0     | 4:1    | 4:5    | 1:1    | 0:6    | 2:0    | 3:2    | 3:2    | 1:2    |
| CS Metz                      | 7:1    | 5:0    | 5:0     | 4:1    |        | 6:0     | 2:2    | 1:1    | 5:1    | 0:1    | 5:0    | 3:0    | 4:1    | 2:0    |
| Hispano-Bastidienne Bordeaux | 0:4    | 2:4    | 2:3     | 3:3    | 1:1    |         | 3:4    | 5:1    | 4:3    | 1:3    | 1:1    | 2:0    | 1:2    | 1:2    |
| FC Rouen                     | 4:1    | 4:2    | 5:1     | 2:0    | 0:2    | 5:0     |        | 4:1    | 7:2    | 0:1    | 3:4    | 3:1    | 4:1    | 4:0    |
| Le Havre AC                  | 2:3    | 1:1    | 3:1     | 3:1    | 1:3    | 6:1     | 0:1    |        | 2:2    | 2:2    | 3:3    | 4:5    | 0:1    | 2:0    |
| Racing Calais                | 6:0    | 1:0    | 6:3     | 3:3    | 4:2    | 7:3     | 4:4    | 9:1    |        | 2:2    | 0:1    | 1:1    | 1:0    | 5:1    |
| Racing Lens                  | 1:1    | 5:2    | 1:1     | 6:0    | 1:4    | 6:0     | 2:0    | 2:0    | 2:2    |        | 1:1    | 5:2    | 4:1    | 2:2    |
| Racing Roubaix               | 3:0    | 2:5    | 7:0     | 2:2    | 1:2    | 5:2     | 3:2    | 2:2    | 4:2    | 7:2    |        | 3:2    | 4:1    | 2:1    |
| SM Caen                      | 6:1    | 1:0    | 0:0     | 2:0    | 1:0    | 12:0    | 0:5    | 6:2    | 3:4    | 2:0    | 1:2    |        | 1:1    | 5:6    |
| US Tourcoing                 | 2:2    | 4:0    | 1:1     | 4:1    | 1:4    | 3:2     | 1:5    | 2:4    | 4:1    | 4:1    | 0:2    | 2:0    |        | 4:2    |
| US Valenciennes-Anzin        | 6:2    | 6:0    | 7:3     | 0:0    | 1:1    | 3:1     | 4:1    | 7:2    | 3:1    | 2:1    | 2:1    | 2:1    | 4:0    |        |

## Erfolgreichste Torschützen
| Pl. | Spieler           | Verein                | Tore |
| --- | ----------------- | --------------------- | ---- |
| 1   | Jean Nicolas      | FC Rouen              | 30   |
| 2   | Robert Allison    | Racing Calais         | 28   |
| 3   | Edmond Novicki    | Racing Lens           | 23   |
| 4   | Janos Walter      | Racing Lens           | 22   |
| 5   | Albert François   | Racing Calais         | 20   |
|     | Ignace Kowalczyk  | US Valenciennes-Anzin | 20   |
| 7   | Rodes             | SM Caen               | 17   |
|     | Albert Rohrbacher | CS Metz               | 17   |
| 9   | Delesse           | SM Caen               | 16   |

In den 182 Begegnungen wurden 837 Treffer erzielt; das entspricht einem Mittelwert von 4,6 Toren je Spiel.